# 滨海沃
滨海沃（法語：Vaux-sur-Mer，法語發音：[vo syʁ mɛʁ]）是法国滨海夏朗德省的一个市镇，位于该省西南部，属于罗什福尔区。

## 地理
滨海沃（45°38'42"N, 1°3'37"W）面积5.97 平方千米，位于法国新阿基坦大区滨海夏朗德省，该省份为法国西部滨海省份，北起旺代省，西临大西洋，南至吉倫特省，东南接多爾多涅省，东北接德塞夫勒省接壤，东临夏朗德省。
与滨海沃接壤的市镇（或旧市镇、城区）包括：布勒耶、鲁瓦扬、滨海圣帕莱、圣叙尔皮斯-德鲁瓦扬。

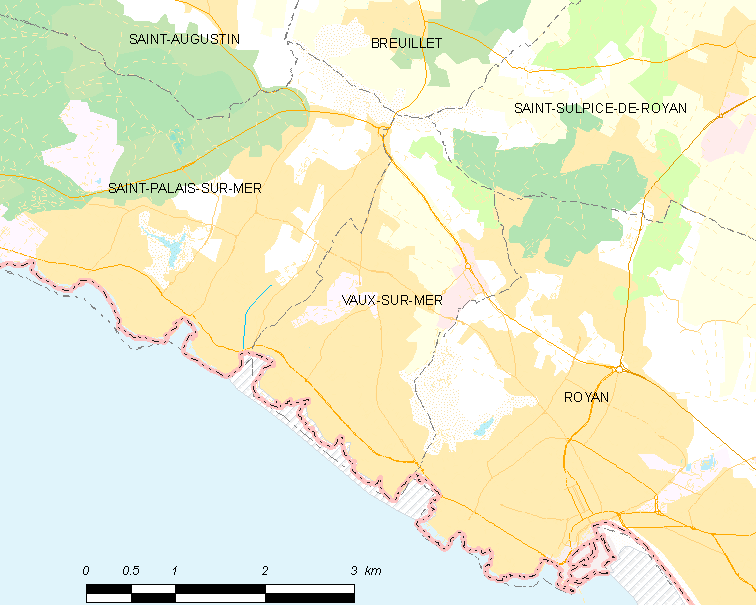
滨海沃的OSM定位图

滨海沃的时区为UTC+01:00、UTC+02:00（夏令时）。

## 行政
滨海沃的邮政编码为17640，INSEE市镇编码为17461。

## 政治
滨海沃所属的省级选区为鲁瓦扬县。

## 人口

1962-2008年间滨海沃人口变化图示

滨海沃于2022年1月1日时的人口数量为4030人。